# Mammoet (theatervoorstelling)
Mammoet is een theatervoorstelling, geschreven en geregisseerd door Tom de Ket en geïnspireerd op het boek Sapiens van historicus Yuval Noah Harari. De voorstelling ging in première op 20 juli 2019 op het Buinerveld, waar speciaal voor deze gelegenheid een amfitheater gebouwd is.

## Verhaal
Urdward (Paul R. Kooij) is een spiritueel leider. Hij heeft de ‘Icka’-filosofie ontwikkeld, die stelt dat de mens te ver is afgedreven van de natuur en kan leren van de oermens. Samen met zijn vrouw Freya (Gusta Geleijnse), dochter Luna (Myrthe Burger) en hun volgelingen speelt hij oude rituelen na. Verhalen die voorbijkomen zijn onder andere de mammoetjacht en het achtergrondverhaal van het meisje van Yde.

## Bezetting

### Rolverdeling
| Acteur                  | Personage                         |
| ----------------------- | --------------------------------- |
| Paul R. Kooij           | Urdward & Borg                    |
| Gusta Geleijnse         | Freya, Emmen & Klya               |
| Myrthe Burger           | Luna, Ericka & Yde                |
| Johanna Hagen           | Tina, Tynaar & Tinda              |
| Krisjan Schellingerhout | Christiaan, Buin, Maanhond & Agar |
| Tobias Nierop           | Tibor, Norg & Heilig Hert         |
| Daphne Groot            | Dorinde & Lemme het Woldier       |

### Muzikanten
| Muzikant          | Instrument    |
| ----------------- | ------------- |
| Jan Willem Troost | Cellist       |
| Niels Verbeek     | Percussionist |
| Emiel de Jong     | Blazer        |

## Ontvangst
De voorstelling werd de pers wisselend ontvangen. NRC gaf de voorstelling 4 uit 5 sterren en schreef: "De relatie tussen mens en natuur (...) is een al te actueel thema, waarbij je als theatermaker het risico loopt om te vervallen in clichés. Dit weten De Ket en zijn team met verve te omzeilen. De voorstelling behoudt humor, wordt nergens moralistisch." Trouw gaf de voorstelling 3 uit 5 sterren en schreef: "Dramaturgisch rammelt Mammoet nogal. De scènes zijn een beetje hapsnap aan elkaar geregen (...). Het moralisme druipt er vanaf, al wordt dat (...) ook weer flink gerelativeerd. Wat tegelijk elke boodschap (...) van Mammoet onderuit haalt." De Volkskrant gaf de voorstelling 2 uit 5 sterren en schreef: "Mammoet heeft een origineel uitgangspunt, een paar indrukwekkende scènes, een aantal sterke spelers, fantastische muzikanten, maar voelt vooral net zo onvoorspelbaar en onstuimig als het weer."
Het publiek wist de voorstellingen te vinden en er werden 10 extra voorstellingen gegeven.

## Productie
De productie van de voorstelling was in handen van de Stichting het Pauperparadijs, onder leiding van Drent Tom de Ket die eerder de gelijknamige voorstelling uitbracht.